# 胡閏
胡閏（?—?），字松友，明朝江浙行省饒州路鄱陽縣（今江西省鄱陽縣）人。明朝政治人物。
其文采與方孝孺相仿。建文帝時，任大理寺少卿。靖難之役後，朱棣召見他，胡閏身穿喪服，慟哭而至。朱棣命他更衣，胡閏不從，牙齒全被打掉，被勒死於殿上。六月二十五日典刑凌遲處死長子傳道。次子傳慶、傳復戍邊永遠充軍。夫人汪氏同二女给配象童。。一女郡奴方四岁入功臣家为奴，功臣見她年少，想殺死她。餓病垂死，不似人形。老女僕藏於廚房，每日吃猫餘飯長大。明仁宗出赦令後回鄉，住在母舅家，終身不嫁，年61歲死亡，人稱胡貞姑。吕毖的《明朝小史》记载胡闰全族男女二百一十七人被诛，“所居之地，在府城西隅硕铺坊，一路无人烟。雨夜闻哀号声，时见光怪。尝有一猿，独哀鸣彻夜。东西皆污池，黄茅白苇。稍夜，人不敢行”。胡閏之獄，籍沒數百家庭為奴婢，號冤枉聲徹天。兩列御史皆掩面哭，陳瑛亦面色慘，對人說：「不以叛逆處此輩，則吾等為無名。」抄解外甥至都察院，分配到盧龍、開平、山海三衛所充軍。永樂七年陳瑛又請朱棣窮治外親，全家抄解都察院，見丁不拘多少盡邊衛永遠充軍。一丁一衛恣意撥解，父子兄弟分割四離。胡閏外甥史遇通十歲以下肩挑籃筐而去。